# Nikolai Nikolajewitsch Tscheboksarow
Nikolai Nikolajewitsch Tscheboksarow (russisch Никола́й Никола́евич Чебокса́ров; * 10. Apriljul. / 23. April 1907greg. in Harbin, China; † 1. Februar 1980 in Moskau, Sowjetunion) war ein sowjetischer Ethnograph, Anthropologe sowie Doktor der historischen Wissenschaften.

## Leben
Tscheboksarow entstammte einer russischstämmigen Familie aus der Mandschurei. Seine Studienlaufbahn durchlief er in der Sowjetunion, wo er erfolgreich an der Staatlichen Universität zu Moskau Ethnologie zu studieren begann. Seit 1943 war er Mitarbeiter des Institutes für Anthropologie und Ethnographie der UdSSR (Moskau), und seit 1957 Leiter der dortigen Abteilung für Fernost und Australien und Ozeanien. Von 1951 bis 1956 war Tscheboksarow schließlich Abteilungsleiter und Professor für Ethnologie an der Geschichts-Fakultät der Moskauer Staatsuniversität.
Die Hauptwerke des Forschers setzen sich größtenteils mit geschichtlichen Entwicklungen sowie Problematiken auf dem Gebiet der Völkerkunde und Anthropologie von Ostasien auseinander. Zudem beschäftige er sich mit der Entstehung und Klassifikation von Menschenrassen. Für seine umfangreichen Studien und Schriften zur Ethnologie besuchte Nikolai Tscheboksarow gemeinsam mit seiner Frau Irina Abramowna (geborene Minskaja), einer Biologin, die unterschiedlichsten Volksgruppen und Kulturkreise der Sowjetunion, Finnlands, Polens, Indiens, Indonesiens, Chinas, Japans und anderer Staaten.
Mit dem Anthropologen und Primatenforscher Michail F. Nesturch (1895–1979) galt er auch in der DDR als einer der führenden Völker- und Rassenkundler der sozialistischen Gesellschaft. Nikolai N. Tscheboksarow war Träger des Ehrenzeichens der Sowjetunion.

## Publikationen in Deutsch (Auswahl)
- mit Irina Tscheboksarowa: Völker, Rassen, Kulturen. Urania Verlag, 1979.
- mit A. I. Perschiz: Ein halbes Jahrhundert sowjetische Ethnographie. In: Jahrbuch des Museums für Völkerkunde zu Leipzig. Band XXVII. Berlin 1970.
- mit Lin Yao-hua: Die wirtschaftlich-kulturellen Typen Chinas. In: Jahrbuch des Museums für Völkerkunde zu Leipzig. Band XXII., Berlin 1962.

| Personendaten    | Personendaten                                                                      |
| ---------------- | ---------------------------------------------------------------------------------- |
| NAME             | Tscheboksarow, Nikolai Nikolajewitsch                                              |
| ALTERNATIVNAMEN  | Чебокса́ров, Никола́й Никола́евич (russisch)                                          |
| KURZBESCHREIBUNG | sowjetischer Ethnograph, Anthropologe sowie Doktor der historischen Wissenschaften |
| GEBURTSDATUM     | 23. April 1907                                                                     |
| GEBURTSORT       | Harbin, China                                                                      |
| STERBEDATUM      | 1. Februar 1980                                                                    |
| STERBEORT        | Moskau, Sowjetunion                                                                |